# Bob Skoronski
Robert Skoronski, detto Bob (Ansonia, 5 marzo 1934 – Madison, 30 ottobre 2018) è stato un giocatore di football americano statunitense che ha giocato nel ruolo di offensive tackle per tutta la carriera con i Green Bay Packers della National Football League (NFL).

## Carriera
Bob Skoronski fu scelto nel corso del quinto giro del Draft NFL 1956 dai Green Bay Packers. Con essi disputò tutta la carriera vincendo 5 titoli di campione NFL, inclusi i primi due Super Bowl della storia sotto la guida del leggendario allenatore Vince Lombardi. Si ritirò alla fine della stagione 1968 dopo aver disputato 146 partite in carriera.

## Palmarès

### Franchigia
- Super Bowl : 2

Green Bay Packers: I, II
- Campionati NFL : 5

Green Bay Packers: 1961, 1962, 1965, 1966, 1967

### Individuale
- Convocazioni al Pro Bowl: 1

1966
- Packers Hall of Fame

## Vita privata
È il nonno di Peter Skoronski, tackle dei Tennessee Titans.